# Krazy Ivan
Krazy Ivan est un jeu vidéo d'action développé et édité par Psygnosis, sorti en 1996 sur PlayStation, Saturn et Windows. Le joueur est aux commandes d'un mecha.

## À noter
Les versions PlayStation et Saturn ont été éditées au Japon respectivement par Electronic Arts Victor (branche japonaise de Electronic Arts) et Soft Bank. Le studio anglais Perfect Entertainment a contribué au développement de la version Saturn.